# غز (برخوار و ميمه)
غز (بالفارسية: گز) هي مدينة تقع في إيران في البلدة المركزية. يقدر عدد سكانها بـ 20,432 نسمة .